# Torsten Quensel
Per Torsten Ulrik Quensel, född 10 april 1898 i Kungsholms församling i Stockholm, död 25 november 1971 i Vällingby, var en svensk filmjournalist och manusförfattare.
Han arbetade som filmjournalist, men anställdes 1931 av Ernst Rolf som reklamchef. Från 1930 var han gift med Isa Quensel och från 1940 med skådespelaren Viveka Linder. Torsten Quensel är begravd på Solna kyrkogård.

## Filmmanus
- 1931 – Kärlek måste vi ha
- 1936 – Flickorna på Uppåkra
- 1943 – Kungsgatan
- 1946 – Stiliga Augusta
- 1947 – Två kvinnor
- 1947 – Bruden kom genom taket